# Azteca foveiceps
Azteca foveiceps är en myrart som beskrevs av Wheeler 1921. Azteca foveiceps ingår i släktet Azteca och familjen myror. Inga underarter finns listade.